# Matthew Le Tissier
Matthew «Matt» Le Tissier (Saint Peter Port, Guernsey, Reino Unido; 14 de octubre de 1968) es un exfutbolista inglés que disputó toda su carrera en el Southampton FC.

## Biografía

### Carrera deportiva

#### Inicios
Nació en Guernsey, una isla situada en el canal de la Mancha, entre Inglaterra y Francia. Ahí jugó entre los 7 y los 16 años, con el Vale Recreation. con 15 años hizo la prueba para el Oxford United, pero no le aceptaron.

#### Southampton FC
En 1985 firmó con el Southampton a modo de prueba hasta octubre de 1986, cuando firmó oficialmente su contrato profesional. Debutó con el club ante el Norwich City en la Football League First Division.
Sin duda fue uno de los jugadores ingleses con más calidad de los años 90, equiparable a Paul Merson o Paul Gascoigne. Sin embargo, hubo un factor para que Matt no fuera tan reconocido como ellos, su amor a los colores de un equipo, el Southampton FC, más acostumbrado a luchar por evitar el descenso que por optar a cotas más altas. Matt prefirió ser un 'one club man'. Cómo el mismo dijo “Jugar en los mejores clubes es un bonito reto, pero hay un reto mucho más difícil. Jugar contra ellos y ganarles. Yo me dedico a eso”.[cita requerida]
Matt dedicó toda su carrera al Southampton, donde coincidió, entre otros, con Alan Shearer antes de su marcha al Blackburn Rovers. Por allí pasaron jugadores que, más tarde o más temprano, terminaban aceptando un contrato para defender a otros clubes de mayor prestigio y objetivos. Él no, él decidió ser fiel a los Saints hasta convertirse en prácticamente un Dios entre los aficionados que, semana a semana, acudían al Victorian former ground (The Dell) donde le recibían al grito de "he is God, Le God". Vistió la camiseta rojiblanca en algo más de 500 partidos entre liga, Copa y Copa de la Liga, anotando más de 200 goles en quince temporadas (1986-2002).
Sus mejores años fueron, sin duda, desde la temporada 89-90 hasta la 94/95. En esos seis años, Le God anotó la nada despreciable cifra de 96 tantos en liga de entre los que destacó el que le marcó al Blackburn desde casi el círculo central en la temporada 94-95, que fue elegido "Gol de la temporada" por votación popular de la BBC.
En mayo de 2002, cuando se marchó del club, se celebró un partido homenaje que enfrentaba al Southampton contra Inglaterra en un combinado donde vinieron muchos de sus excompañeros, Alan Shearer, Tim Flowers, Paul Gascoigne, Ronnie Ekelund y como entrenadores Alan Ball, Kevin Keegan, Lawrie McMenemy. La ciudad llenó el estadio con 32 000 aficionados, el resultado final fue de empate a 9-9 y donde Matt jugó 45 minutos con cada equipo.

#### Penaltis
A pesar de su elevado número de tantos anotados, hubo un "borrón" en la carrera futbolística de Matt. El 24 de marzo de 1993 se enfrentaban, en el estadio de los Saints, el equipo de Le Tissier y el Nottingham Forest en partido de la primera división inglesa. Mark Crossley, portero visitante, tuvo (y tiene) el honor de ser el único guardameta en 16 temporadas capaz de repeler un disparo desde los once metros de la estrella del Southampton. Así fue como Matt, en sus 16 años al frente de su equipo, lanzó 50 penas máximas, y marcó 49, un récord de consideración.

#### Eastleigh FC
Después de dejar Southampton, pasó dos temporadas en el Eastleigh FC, un equipo de liga inferior, donde jugó junto a su antiguo compañero de Southampton David Hughes. Jugó su último encuentro con el club en agosto de 2003, contra el Winchester City.

### Selección nacional
Debido a su procedencia (Guernsey, en el canal de la Mancha), Le Tissier pudo elegir si jugar con la selección de Francia o con Inglaterra, así pues, se decidió por el combinado inglés.
Le Tissier debutó con la selección nacional de manos del entrenador inglés Terry Venables en un encuentro amistoso frente a la selección irlandesa en Lansdowne Road, el 15 de febrero de 1995.
Desde entonces, y durante un periodo de tres años, fue llamado en varias ocasiones para jugar con la selección. Sin embargo, Le Tissier nunca fue un fijo en el combinado nacional. Únicamente llegó a disputar ocho encuentros con la camiseta de los pross.
Estuvo a punto de que Glenn Hoddle le llevase al Mundial de Francia 98. Sin embargo, a pesar de figurar en una preselección de 30 hombres, y como ocurrió dos años antes en la Eurocopa de Inglaterra, se quedó fuera de la lista.

### Tras la retirada
Le fue concedido el título de "Freedom of the city" (hijo adoptivo de la ciudad de Southampton) por el concejo de Hampshire. 
En 2011, aceptó el cargo de 'Presidente Honorífico' del Guernsey F.C.
En el año 2015 le fue otorgado el premio One Club Award en su 1ª edición, que entrega el Athletic de Bilbao.
Ha obtenido la licencia pro de Management por lo que puede ser entrenador en cualquier división.
Hasta agosto de 2020 trabajó para Sky Sports en el programa Soccer Saturday como comentarista.

#### Guernsey FC
El 7 de abril de 2013, diez años después de retirarse del fútbol, y siendo presidente del club, anunció que saldría de su retiro y que jugaría con el Guernsey FC. Pero debido a unos aplazamientos, tendría que disputar 17 partidos de liga en un mes, y Le Tissier anunció que podría jugar en cuatro o cinco partidos, siempre que no le concidieran con su trabajo como comentarista en Sky Sports. Aun así, debutó el 24 de abril, siendo esta su única participación como jugador en el club.

## Estadísticas
| Club           | Periodo   | Liga PJ (G) | FA Cup PJ (G) | League Cup PJ (G) | TOTAL PJ (G) | Promedio GPP |
| -------------- | --------- | ----------- | ------------- | ----------------- | ------------ | ------------ |
| Southampton FC | 1986-2002 | 443 (162)   | 33 (12)       | 52 (27)           | 528 (201)    | 0,38         |

## Vida personal
Le Tissier se casó con la novia de la infancia, Cathy, y tuvo dos hijos, Mitchell y Keeleigh. La pareja se divorció en 1997 y Cathy y los niños se mudaron a Guernsey, después de lo cual tuvo una relación con la actriz Emily Symons.
Los tres hermanos de Le Tissier, Mark, Kevin y Carl, también jugaron al fútbol, pero nunca profesionalmente. Mark es actualmente secretario del Guernsey FC.